# بخش پینت (شهرستان هولمز، اوهایو)
بخش پینت (به انگلیسی: Paint Township) یک منطقهٔ مسکونی در ایالات متحده آمریکا است که در شهرستان هولمز، اوهایو واقع شده‌است.
 بخش پینت ۷۴٫۹۸ کیلومتر مربع مساحت و ۴٬۱۳۴ نفر جمعیت دارد و ۳۹۴ متر بالاتر از سطح دریا واقع شده‌است.